# Biologija u 1849.
◄◄ | ◄ | 1846. | 1847. | 1848. | 1849.  | 1850. | 1851. | 1852. | ► | ►►
Arhitektura • Astronomija • Biologija • Fotografija • Glazba • Kazalište • Kemija • Kiparstvo • Knjige • Književnost • Kršćanstvo • Meteorologija • Medicina • Politika • Pravo • Promet • Slikarstvo • Šport • Znanost • Željeznički promet
Biologija u 1849.

## Svijet

### Rođenja
- 11. srpnja − Nicholas Edward Brown, engleski taksonomist († 1934.)

### Smrti
- 10. svibnja − Amos Eaton, američki botaničar (* 1776.)

## Vanjske poveznice
|  | Zajednički poslužitelj ima još gradiva o temi Biologija |